# Liste der Schiffe der United States Navy/Q
- USS Quail (AM-15, AM-377)
- USS Quaker City (1854)
- USS Quapaw (AT-110)
- USS Quartz (IX-150)
- USS Quastinet (AOG-39)
- USS Queen (1863)
- USS Queen Charlotte (1813)
- USS Queen City (1863)
- USS Queen of France (1777)
- USS Queen of the West (1854)
- USS Queenfish (SS-393, SSN-651)
- USS Queens (APA-103)
- USS Quest (SP-171, AM-281)
- USS Quevilly (1918)
- USS Qui Vive (SP-1004)
- USS Quick (DD-490)
- USS Quicksilver (SP-281)
- USS Quileute (YTB-540)
- USS Quillback (SS-424)
- USS Quincy (AK-21, CA-39, CA-71)
- USS Quinnapin (YT-286)
- USS Quinnebaug (1866, 1875, SP-1687, SP-2478, AOG-71)
- USS Quinsigamond (1864)
- USS Quirinus (ARL-39)
- USS Quiros (PG-40, IX-140)
- USS Quonset (YFB-40)